# Sunipia viridis
Sunipia viridis là một loài thực vật có hoa trong họ Lan. Loài này được (Seidenf.) P.F.Hunt miêu tả khoa học đầu tiên năm 1971.